# Tipo 26 (revólver)
O revólver Tipo 26 ou Modelo 26 "sem cão" (二十六年式拳銃, Nijuuroku-nen-shiki kenjuu) foi o primeiro revólver moderno adotado pelo Exército Imperial Japonês. Foi desenvolvido no Arsenal de Koishikawa e recebeu o nome de seu ano de adoção no sistema de datação japonês (o 26º ano da era Meiji, ou seja, 1893). O revólver esteve em ação em conflitos como a Guerra Russo-Japonesa, a Primeira Guerra Mundial e a Segunda Guerra Mundial.
É uma fusão de características de projeto de outros revólveres fabricados durante o período. O revólver apresenta uma falha de projeto, pois o tambor gira livremente quando não engatado, de modo que, durante o movimento (como em combate), ele pode girar para uma câmara já disparada. Cinco fases distintas de produção possuem marcações diferentes, dependendo da época e do Tipo 26 produzido. A munição 9×22mm utilizada é exclusiva para a arma. O Tipo 26 possui um mecanismo de ação dupla e, portanto, é difícil de mirar com precisão. O Tipo 26 foi substituído pela pistola Nambu na primeira metade do século XX.

## História

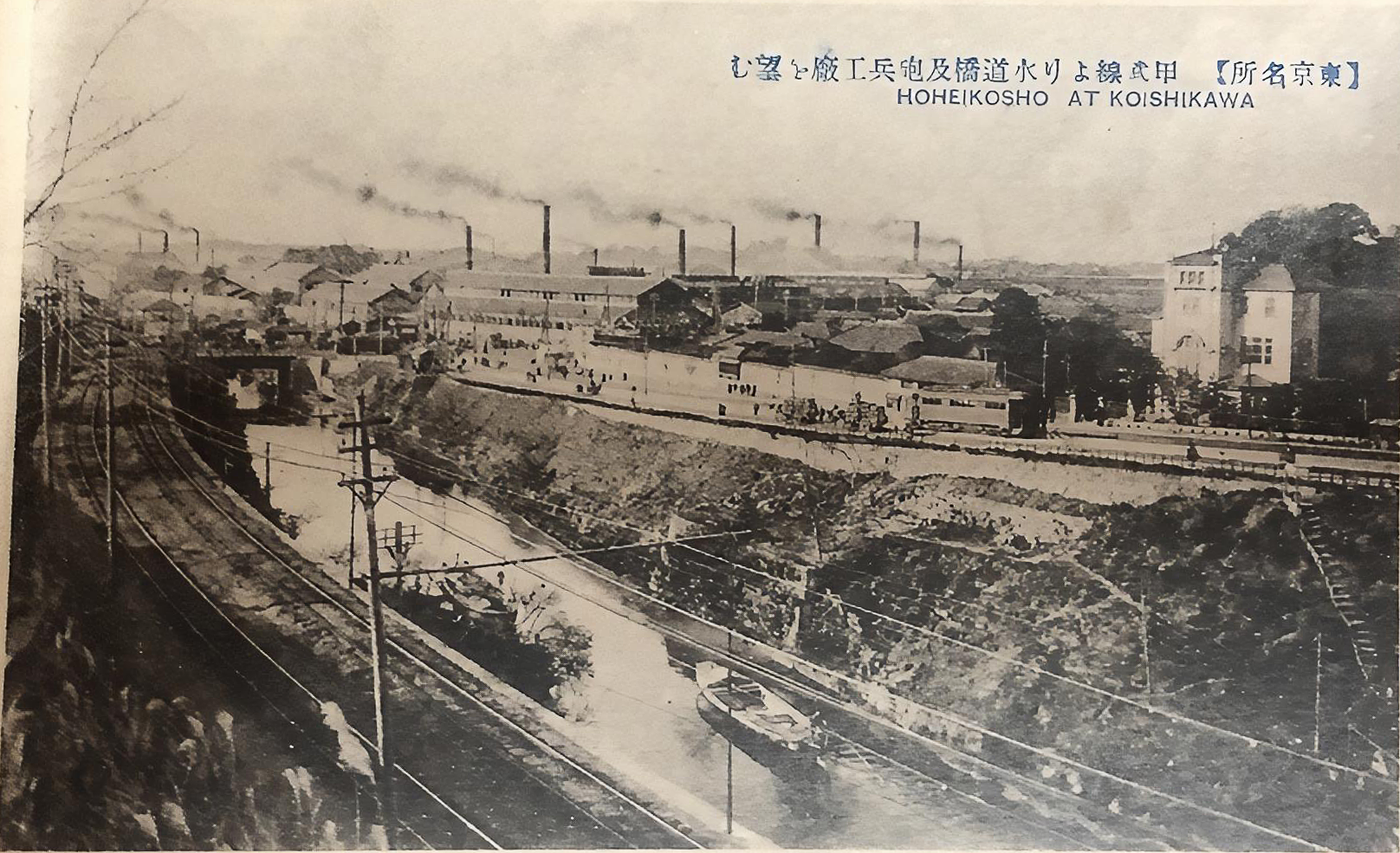
Arsenal de Koishikawa antes do grande terremoto de Kantō

Conhecido como Meiji 26 Nen Ken Ju (que significa "Pistola, modelo do 26º ano da era Meiji"), o revólver Tipo 26 foi o primeiro revólver nativo adotado pelo exército japonês. O Tipo 26 foi produzido para substituir o antigo Smith & Wesson Model 3 e foi oficialmente adotado em 29 de março de 1894. Acredita-se que o projeto seja uma mistura de características retiradas de outros revólveres. A trava é semelhante aos projetos Galand, a estrutura articulada é semelhante aos projetos Smith & Wesson e a placa lateral articulada que cobre a trava é semelhante à do revólver MAS 1892. O cartucho foi carregado com pólvora negra até 1900, quando os cartuchos começaram a ser carregados com pólvora sem fumaça.
O Tipo 26 é considerado um salto notável no desenvolvimento de pistolas japonesas, apesar da influência internacional, com o fecho de mecha sendo a arma de fogo japonesa mais comum 40 anos antes. A produção foi interrompida após 1923, quando grande parte do Arsenal Koishikawa foi destruída no grande sismo de Kantō, em 1923, e a montagem continuou até o esgotamento das peças em estoque. Aproximadamente 59.000 revólveres Tipo 26 foram produzidos e outros 900 revólveres foram fabricados em pré-produção. A restauração e a reemissão de revólveres que haviam sido retirados de serviço devido a danos ou desgaste foram realizadas conforme a necessidade, ao longo de muitos anos. Os Tipo 26 originais não possuem as marcações externas dos revólveres produzidos posteriormente e são identificáveis por números gravados em suas partes internas.
Os Tipo 26 ainda estavam em uso em 1945, o que, de acordo com o especialista em armas de fogo e autor Ian Hogg, é considerado uma prova de sua fabricação original e uma arma de combate muito mais adequada do que as pistolas produzidas posteriormente no Japão.

## Projeto
O revólver Tipo 26 tem 231 mm de comprimento e 130 mm de altura, pesando 880 g descarregado. Possui um cano octogonal, com a massa de mira embutida diretamente no cano. A alça de mira está incorporada na parte superior da armação. Uma placa lateral articulada permite o acesso ao mecanismo para lubrificação e manutenção. A arma era aberta levantando-se a trava superior, após o que o cano era girado para baixo, ativando o ejetor automático.
O entalhe que permite o acesso ao tambor fica na parte superior traseira da armação. O revólver é de ação dupla apenas devido à ausência de uma espora de armar, destinada a evitar que a arma fique presa na roupa e disparos acidentais. A trava era autoarmável e demorava a responder. O atraso na resposta tornava o tiro preciso praticamente impossível. O tambor apresenta uma falha grave de projeto, pois só se encaixa enquanto o cão está armado. Isso permite que o tambor gire ao ser roçado contra um objeto ou pela inércia de um movimento lateral repentino. Como o tambor pode se mover livremente, uma câmara vazia ou já disparada pode girar para a posição correta em vez do próximo tiro, um evento perigoso para o operador durante o combate. Os revólveres Tipo 26 posteriores possuem empunhaduras com serrilhas laterais no lugar do padrão serrilhado anterior, bem como diferenças no acabamento externo, profundidade e aparência das marcações estampadas.
O azulamento do aço é excelente, embora o aço utilizado seja macio em comparação com os padrões ocidentais. A munição 9×22mm usada pelo Tipo 26 é exclusiva da arma. Tanto o revólver Tipo 26 quanto a munição utilizada foram posteriormente substituídos por pistolas semiautomáticas como a Nambu no início do século XX.

## Operadores
- Império do Japão[12]
- República da China: Usado por alguns exércitos de senhores da guerra (incluindo cópias feitas localmente).[13][14]